# شهرستان کپریونیتسا-کریژوتسی
کپریونیتسا-کریژوتسی (به لاتین: Koprivnica-Križevci County) یک شهرستان در کرواسی است.

## خصوصیات
کپریونیتسا-کریژوتسی ۱٬۷۴۸ کیلومترمربع مساحت و ۱۱۵٬۵۸۴ نفر جمعیت دارد.